# Notopitècids
Els notopitècids (Notopithecidae) són una família extinta de mamífers de l'ordre dels notoungulats que visqueren a Sud-amèrica des del Paleocè superior fins a l'Eocè superior, fa entre 29 i 56 milions d'anys. Se n'han trobat restes fòssils a l'Argentina i, possiblement, el Brasil i Xile. Les seves dents de tipus braquidont, juntament amb l'anatomia de les seves potes, típica dels plantígrads o semidigitígrads, fan pensar que eren animals brostejadors i terrestres o excavadors.